# Guan Zhen
Guan Zhen (chin. upr.: 关震; chin. trad.: 關震; pinyin: Guān Zhèn; ur. 6 lutego 1985 w Tiencinie) – chiński piłkarz występujący na pozycji bramkarza. Obecnie gra w drużynie Jiangsu Shuntian.

## Kariera piłkarska
Guan Zhen jest wychowankiem drużyny Tianjin Locomotive. W lidze chińskiej zadebiutował 16 marca 2003, jako zawodnik Shandong Luneng. W 2006 trafił na zasadzie wypożyczenia na jeden sezon do klubu Chengdu Blades. Potem powrócił do Shandong Lueng, a od 2008 jest bramkarzem Jiangsu Shuntian.
Guan Zhen w 2009 zadebiutował w reprezentacji Chin. Dwa lata później został powołany na Puchar Azji.